# Государственная информационная система жилищно-коммунального хозяйства
Государственная информационная система жилищно-коммунального хозяйства (ГИС ЖКХ) — единая федеральная централизованная информационная система, функционирующая на основе программных, технических средств и информационных технологий, обеспечивающих сбор, обработку, хранение, предоставление, размещение и использование информации о жилищном фонде, стоимости и перечне услуг по управлению общим имуществом в многоквартирных домах, работах по содержанию и ремонту общего имущества в многоквартирных домах, предоставлении коммунальных услуг и поставках ресурсов, необходимых для предоставления коммунальных услуг, размере платы за жилое помещение и коммунальные услуги, задолженности по указанной плате, об объектах коммунальной и инженерной инфраструктур, а также иной информации, связанной с жилищно-коммунальным хозяйством.

## История
1 июля 2016 года — система официально запущена в эксплуатацию.
Июнь 2017 года — добавлена возможность контролировать программу благоустройства города через систему.
Апрель 2018 года — в системе зарегистрировано более 19 млн многоквартирных и жилых домов.
11 мая 2021 года — система переведена в ведение Минстроя России.
С 1 апреля 2022 года развитие ГИС ЖКХ поручено АО «Оператор информационной системы».
В 2022 году на базе ГИС ЖКХ появилось мобильное приложение для собственников квартир Госуслуги.Дом.
В конце 2022 года оно было запущено в пяти пилотных регионах (Белгородская, Омская, Калужская, Челябинская области и Ханты-Мансийский автономный округ – Югра), а в октябре 2023 заработало во всех регионах РФ. Пользователями приложения за полгода стали более 3,5 млн россиян.
Состав информации размещаемой в ГИС ЖКХ, сроки и периодичность ее размещения регламентируются совместным Приказом Министерства связи и массовых коммуникаций РФ и Министерства строительства и жилищно-коммунального хозяйства РФ от 29 февраля 2016 г. N 74/114/пр "Об утверждении состава, сроков и периодичности размещения информации поставщиками информации в государственной информационной системе жилищно-коммунального хозяйства"